# Ether (àlbum de B.o.B)
Ether (literalment «Èter») és el quart àlbum d'estudi del raper estatunidenc B.o.B, publicat el 12 de maig del 2017 sota les discogràfiques No Genre, Grand Hustle i Empire Distribution. L'àlbum inclou artistes convidats com Lil Wayne, T.I., Ty Dolla Sign, Usher i Young Thug, entre d'altres.